# 6731 Хієй
6731 Хієй (6731 Hiei) — астероїд головного поясу, відкритий 24 січня 1992 року.
Тіссеранів параметр щодо Юпітера — 3,355.